# Horváth József (tanár, 1865–1921)
Horváth József (Szepetnek, 1865. június 17. – Budapest, Ferencváros, 1921. február 12.) bölcseleti doktor, református gimnáziumi tanár. 

## Életútja
Horváth József és Peti Katalin fia. 1882. augusztus 27-én a kegyes tanítórendbe lépett, 1888. július 2-án pappá szenteltetett föl és Kolozsvárt az egyetemre járó tanárjelölteket a magyar és latin nyelvre és irodalomra tanította. 1890-91-ben a váci gimnáziumban volt tanár; azután kilépett a rendből, az református vallásra tért, feleségül vette Melháné Szaák Lujza írónőt és Csurgóra ment lakni, ahol főgimnáziumi tanár volt. A Csokonai-kör elnöki tisztét is betöltötte. Mint csurgói tanárt 1917. október 1-jén nyugdíjazták. Halálát tüdőgümőkór okozta.
Cikkei a csurgói Iskolai Szemlében (1887. A tanító és a tájbeszéd, Milyen álláspontot foglaljon el a tanító a tájbeszéddel szemben?)

## Munkája
- A debreczeni magyar grammatika. Ismerteti és birálja. Vácz, 1891.